# Williams Mix
Williams Mix (1951—1953) — це музичний твір в жанрі електронної музики, написаний Джоном Кейджом для восьми незалежних чвертьдюймових магнітних стрічок, які одночасно відтворюють звук. Цей перший зразок октофонної музики був створений Кейджом за сприяння Ерла Брауна, Мортона Фелдмана, та Девіда Тюдора, з використання великої кількості звукової магнітної стрічки та партитури, яку він написав для цього твору. "Передбачення розвитку алгоритмічної композиції, гранульованого синтезу та поширення звуку, " був третім з п'яти творів, написаних для проекту Музика для магнітних стрічок (1951—1954), який спонсорував архітектор Пол Вільямс.
Матеріал був записаний Луїсом та Бебе Барронами був організований в шести категоріях: місто, країна, електроніка, створене вручну, вітер, та «дрібні» звуки.
Вперше твір прозвучав 15 травня 1958 року і був записаний продюсером Джорджем Авакяном під лейблом Columbia Records. Запис випустили на трьох платівках з буклетом, який включав в себе великі примітки та ілюстрації партитури.
Пізніше, Ларі Остін створив комп'ютрну програму, «Williams (re)Mix(er)», яка базувалася на аналізі твору «Williams Mix». З цією програмою, Остін створив Williams (re)Mix[ed] (1997—2000), октофонний варіант Williams Mix з використання інших джерел звуку.
В 2012 році Том Ербе став першою людиною, яка відтворила «Williams Mix» з оригінальної партитури, ввівши партію кожної звукової плівки з 193 сторінок партитури в комп'ютер та створивши за детальними нотатками Кейджа програмне забезпечення для відтворення звуку. Дебют «Williams Mix» у виконанні Тома Ерба відбувся в соту річницю від дня народження Джона Кейджа, 5 вересня 2012 року, в закладі Fresh Sound в Сан-Дієґо.

## Дискографія
- John Cage (1994). The 25 Year Retrospective Concert of the Music of John Cage. Wergo [6247].
- (2000/2005). OHM: The Early Gurus of Electronic Music. Ellipsis Arts [3690].
- Larry Austin (2001). Octo-Mixes, Larry Austin, Octophonic Computer Music, 1996—2001[недоступне посилання з червня 2019]. EMF CD 039.
- John Cage (2010). Fontana Mix. Él.
- Clipping. (2014). Last track on «Clppng» [Архівовано 3 березня 2016 у Wayback Machine.]. Subpop SP1071.